# Hypsolebias
Hypsolebias é um gênero de peixe anual da família Rivulidae que já foi considerado um subgênero de Simpsonichthys, posteriormente elevado à categoria de gênero.

## Espécies
Atualmente 53 espécies compõem o gênero:
- Hypsolebias adornatus
- Hypsolebias alternatus
- Hypsolebias antenori
- Hypsolebias auratus
- Hypsolebias brunoi
- Hypsolebias caeruleus
- Hypsolebias carlettoi
- Hypsolebias coamazonicus
- Hypsolebias delucai
- Hypsolebias faouri
- Hypsolebias fasciatus
- Hypsolebias flagellatus
- Hypsolebias flammeus
- Hypsolebias flavicaudatus
- Hypsolebias fulminantis
- Hypsolebias gardneri
- Hypsolebias ghisolfii
- Hypsolebias gibberatus
- Hypsolebias gilbertobrasili
- Hypsolebias guanambi
- Hypsolebias hamadryades
- Hypsolebias harmonicus
- Hypsolebias hellneri
- Hypsolebias igneus
- Hypsolebias janaubensis
- Hypsolebias longignatus
- Hypsolebias lopesi
- Hypsolebias lulai
- Hypsolebias macaubensis
- Hypsolebias magnificus
- Hypsolebias marginatus
- Hypsolebias martinsi
- Hypsolebias mediopapillatus
- Hypsolebias multiradiatus
- Hypsolebias nielseni
- Hypsolebias nitens
- Hypsolebias notatus
- Hypsolebias nudiorbitatus
- Hypsolebias ocellatus
- Hypsolebias picturatus
- Hypsolebias pterophyllus
- Hypsolebias radiosus
- Hypsolebias radiseriatus
- Hypsolebias rufus
- Hypsolebias sertanejo
- Hypsolebias shibattai
- Hypsolebias similis
- Hypsolebias splendissimus
- Hypsolebias stellatus
- Hypsolebias tocantinensis
- Hypsolebias trifasciatus
- Hypsolebias trilineatus
- Hypsolebias virgulatus